# Cougar-Helicopters-Flug 91
Der Cougar-Helicopters-Flug 91 (Flugnummer: CHI91, Funkrufzeichen COUGAR 91) war ein Flug der Fluggesellschaft Cougar Helicopters am 12. März 2009 vom St. John’s International Airport in Neufundland und Labrador zu der zu dieser Zeit im Nordatlantik befindlichen schwimmenden Produktions- und Lagereinheit SeaRose. Am 12. März 2009 verunglückte auf diesem Flug ein Hubschrauber des Typs Sikorsky S-92A, als das Hauptgetriebe versagte. Noch bevor den Piloten eine Notlandung gelingen konnte, schlug das Fluggerät auf dem Wasser auf und versank. Durch den Unfall wurden 17 Insassen getötet, nur ein Passagier überlebte.

## Fluggerät
Der verunglückte Helikopter mit der Werknummer 920048 war 2006 gebaut worden. Er hatte 19 Sitzplätze und zwei Triebwerke des Typs General Electric CT7. Am 12. April 2007 wurde der Hubschrauber mit dem Luftfahrzeugkennzeichen C-GZCH auf Cougar Helicopters zugelassen. Seine Gesamtbetriebsleistung betrug 2194,3 Betriebsstunden, auf die 1773 Flugzyklen (= Starts und Landungen) entfielen.

## Passagiere, Besatzung und Flugzweck
Es war ein planmäßiger 90-minütiger Shuttle-Flug über eine Flugstrecke von 315 Kilometern, auf dem Arbeiter vom St. John’s International Airport zur Plattform auf dem Hibernia-Ölfeld beziehungsweise zur Landeplattform der SeaRose FPSO transportiert wurden. Es befanden sich 16 Arbeiter als Passagiere an Bord. Die zweiköpfige Besatzung bestand aus
- dem 34-jährigen Flugkapitän Matthew Davis, der über Musterberechtigungen für die Hubschraubertypen Sikorsky S-92A, Bell 206, Bell 212, Robinson R22, Eurocopter AS 332 und Eurocopter AS 350 verfügte. Cougar Helicopters gehörte er seit dem 10. Januar 2005 an, nachdem er von 1996 bis 2003 für ein anderes Hubschrauberunternehmen hauptsächlich mit einmotorigen Hubschraubertypen sowie einem zweimotorigen Hubschraubertyp geflogen war. Davis galt als qualifiziert und selbstbewusst.
- Zweiter Mann war der 47-jährige Erste Offizier Tim Lanouette, der für die Hubschraubertypen Sikorsky S-92A und Sikorsky S-61 zertifiziert war. Vor seiner Einstellung durch Cougar Helicopters zum 21. April 2008 hatte Lanouette 24 Jahre lang bei den kanadischen Streitkräften gedient. Von 1997 bis 2008 war er auf dem Sikorsky CH-124 Sea King eingesetzt worden.

## Unfallhergang
Der Hubschrauber hob um 9:17 Uhr in St. John’s ab. Um 9:32 Uhr erreichte der Hubschrauber seine Reiseflughöhe von 9000 Fuß und die Besatzung aktivierte den Autopiloten. Um 9:45 Uhr leuchtete plötzlich das Warnlicht für den Öldruck im Hauptgetriebe auf. Der Hubschrauber befand sich zu diesem Zeitpunkt etwa 54 nautische Meilen von St. John’s entfernt. Der Flugkapitän deaktivierte den Autopiloten, erklärte Luftnotlage, forderte eine Freigabe zur Rückkehr zum Startflughafen an und führte mit dem Hubschrauber einen Notsinkflug bis auf eine Höhe von 800 Fuß bei einem Kurs von 293 Grad und einer Fluggeschwindigkeit von 144 Knoten durch. Als sich der Hubschrauber um 09:55 Uhr etwa 35 nautische Meilen von St. John’s entfernt befand, teilten die Piloten per Funk mit, dass sie eine Notwasserung durchführen würden. Nur eine Minute später schlug der Hubschrauber mit einem leichten rechtswärtigen Rollwinkel, einer nach oben ausgerichteten Hubschraubernase, einer niedrigen Fluggeschwindigkeit und einer hohen Sinkrate auf der Meeresoberfläche auf. Es war keine Notwasserung, sondern ein Absturz nach einem Kontrollverlust. Beim Aufprall wurde die Hubschrauberkabine stark verzogen. Das Fluggerät versank schnell in eine Tiefe von 169 Metern. Der Passagier Robert Decker, ein Wetterbeobachter, konnte sich nach dem Aufprall aus dem Wrack befreien und schwamm ins Freie. Er überlebte schwer verletzt und konnte eine Stunde und 20 Minuten später aus dem Wasser gerettet werden. Die übrigen 17 Insassen ertranken.

## Ursache
Das Transportation Safety Board of Canada übernahm nach dem Unfall die Ermittlungen zur Unfallursache. Für die Ermittlungen nutzten die Ermittler einen Hangar am Flughafen St. John’s. Sie stellten fest, dass die Piloten bis zuletzt geglaubt hatten, ihnen würde eine Rückkehr zum Festland gelingen. Hierbei hätten sie sich auf die Anzeigen gestützt, die zwar einen geringen Öldruck, jedoch eine normale Öltemperatur anzeigten. Da die Piloten ein falsches Verständnis von der Hydraulikanlage des Hubschraubers hatten, erwarteten sie für den Fall eines Getriebeölverlusts einen Anstieg der Temperatur. Da der Kapitän bis dahin keine abnormen mechanischen Geräusche oder Vibrationen bemerkt hatte, unternahm er nichts, als der Öldruck auf einen Wert fiel, bei dem eine sofortige Notwasserung geboten gewesen wäre.
Die Untersuchung ergab, dass im Flug zwei Titanbolzen des Ölfiltergehäuses versagt hatten, wodurch das Getriebeöl des Hauptgetriebes entwichen war. Grund für das Versagen war eine Beschädigung der Bolzen durch Fressen. Auf Grund der Nichtforderung, einen Reibwert zu ermitteln, wurden die Muttern nicht mit ausreichender Vorspannkraft auf den beschädigten Bolzen befestigt, was die Bolzen verstärkten Vibrationskräften aussetzte. Dadurch kam es zu Materialermüdung. Nachdem es im August 2008 in Australien einen ähnlichen Zwischenfall durch einen gebrochenen Titanbolzen gegeben hatte, bei dem der betroffene Pilot das Fluggerät jedoch sicher hatte landen können, hatte der Hersteller eine Wartungsanweisung veröffentlicht, wonach die Titanbolzen innerhalb eines Jahres oder innerhalb von 1250 Betriebsstunden, ausgehend vom 28. Januar 2009, durch Stahlbolzen zu ersetzen seien.